# Pterapogon
Pterapogon – rodzaj morskich ryb z rodziny apogonowatych. 

## Klasyfikacja
Gatunki zaliczane do tego rodzaju:
- Pterapogon kaudermi - apogon kardynał[potrzebny przypis]
- Pterapogon mirifica